# Coelopleurus
Coelopleurus is een geslacht van zee-egels waarvan de eerste vertegenwoordigers gevonden worden in afzettingen uit het Mioceen, maar waarvan ook nog recente soorten bestaan.

## Beschrijving
Deze zee-egels hebben een half-bolvormige, vijfhoekige schaal. Het brede, verdikte ambulacrum (deel van het skelet, waarin de voetjes van het watervaatstelsel zijn gelegen) vertoont grote knobbels. De aan de bovenzijde gladde interambulacraalvelden dragen geen knobbels. Het apicaal veld (centraal veldje, boven op de zee-egelschaal, waarvandaan de ambulacra uitstralen, ook topschild genoemd) vertoont vijf grote genitale poriën en een centrale opening voor de anus. De onderzijde draagt grote ambulacrale knobbels, hetgeen betekenen dat zich daar flinke stekels bevinden, die waarschijnlijk dienen ter verankering aan de bodem. De normale diameter bedraagt ongeveer 2 cm.

## Leefwijze
Dit geslacht bewoont diepe wateren en leeft op de zeebodem op harde, rotsachtige ondergronden.

## Soorten
- Coelopleurus australis H.L. Clark, 1916
- Coelopleurus exquisitus Coppard & Schultz, 2006
- Coelopleurus floridanus A. Agassiz, 1872
- Coelopleurus granulatus Mortensen, 1934
- Coelopleurus interruptus Döderlein, 1910
- Coelopleurus longicollis A. Agassiz & H.L. Clark, 1908
- Coelopleurus maculatus A. Agassiz & H.L. Clark, 1907
- Coelopleurus maillardi (Michelin, 1862)
- Coelopleurus undulatus Mortensen, 1934
- Coelopleurus vittatus Koehler, 1927

## Uitgestorven
- Coelopleurus carolinensis Cooke, 1941 †
- Coelopleurus castroi Maury, 1930 †
- Coelopleurus melitensis Zammit-Maempel, 1969 †
- Coelopleurus singularis Nisiyama, 1966 †